# 伊藤幸純
伊藤 幸純（いとう こうじゅん、1942年2月3日 - ）は、日本の俳優。
秋田県出身。宝井プロジェクト所属。身長173cm。体重62kg。

## 出演

### テレビ
- 日本の仰天三面記事（再現VTR）

### テレビドラマ
- この世の果て
- 金田一少年の事件簿（1995年） - 佐伯京介 役
- 金曜エンタテイメント
  - 「浅見光彦シリーズ1」（1995年） - 大戸美智夫（谷口浩） 役
- ドラマ新銀河（NHK）
  - いらっしゃい（1996年） - バスの乗客 役
- イヴ
- 天までとどけ 第7シリーズ（1998年、TBS） - 棚橋局長 役
- 牛に願いを
- エステサロン白い肌殺人事件
- 元禄繚乱（1999年） - 青木重成 役
- カバチタレ!（2001年） - 蒲田菊男 役
- 食い逃げカップル(2004年、NETCINEMA.TV)
- 月曜ゴールデン
  - 追跡〜失踪人捜査官・石森新次郎（2008年1月28日、TBS）
  - 医師・円城寺修1（2011年） - 永田園長 役
- 3年B組金八先生
- 電車男
- 泥棒家族
- ドラゴン桜
- ナースのお仕事2
- 牡丹と薔薇
- ラブコンプレックス
- 離婚弁護士
- 栞と紙魚子の怪奇事件簿
- 4姉妹探偵団
- パズル（テレビ朝日）
- 税務調査官・窓際太郎の事件簿（2000年、TBS）
- 十津川警部シリーズ20（2000年、TBS）
- 自治会長・糸井緋芽子社宅の事件簿2（2002年） - 氏家大介 役
- 美女か野獣（2003年） - 椎名健太郎 役
- 西部警察 SPECIAL （2004年、テレビ朝日）
- 万引きGメン・二階堂雪13（2005年） - 松野医師 役
- 夜の終る時（2007年、TBS） - 小松医師 役
- 怨み屋本舗 スペシャル2〜マインドコントロールの罠〜（2009年、テレビ東京）
- 湯けむりスナイパー（2009年）
- ドラマ8 「ふたつのスピカ」（2009年6月、NHK）
- チーム・バチスタの栄光SPECIAL〜新たな迷宮への招待〜（2009年9月、関西テレビ）
- 白旗の少女（2009年9月30日、テレビ東京） - 洞窟の老人
- 松本清張生誕100年スペシャル・中央流沙（2009年12月14日、TBS）
- サラリーマン金太郎2（2010年3月、テレビ朝日）
- 怪物くん（2010年4月、日本テレビ）
- 大魔神カノン（2010年6月、テレビ東京）
- 離婚同居 最終話（2010年6月、NHK）
- 外科医　鳩村周五郎7（2010年9月17日、CX） - 只野修造 役
- デカワンコ 第5話（2011年2月12日、日本テレビ）
- 告発〜国選弁護人 第6話（2011年2月17日、テレビ朝日）
- JIN-仁- 完結編（2011年6月12日、TBS）
- 俺の空 刑事編 第3話（2011年10月30日、テレビ朝日） - 佐藤吉光 役
- たぶらかし-代行女優業・マキ- 第5話（2012年5月3日、読売テレビ） - 写真館の主人
- リーガル・ハイ 第9 - 10話（2012年6月12日 - 19日、フジテレビ） - 富田安弘 役
- 遅咲きのヒマワリ〜ボクの人生、リニューアル〜（2012年10月 - 12月、フジテレビ） - 山下賢治 役
- レディ・ジョーカー（2013年3月 - 4月、WOWOW） - 岡村清二 役
- 幽かな彼女 第1話（2013年4月9日、フジテレビ） - 相田拓途の祖父 役
- 孤独のグルメ Season3 第11話（2013年9月18日、テレビ東京） - 蔵 お父さん 役

### 映画
- キッズ・リターン （1996年7月27日）
- 赤い月 （2004年2月7日）
- ワイルド・フラワーズ （2004年4月17日）
- 呪怨2 （2003年8月23日）
- 探偵事務所5" 5ナンバーで呼ばれる探偵達の物語 （2005年11月26日）
- 太陽 （2006年8月5日）
- うん、何? （2008年11月29日）
- 山桜 (藤沢周平の小説) （2008年5月31日） - さよの祖父
- 龍三と七人の子分たち （2015年4月25日）

### テレビアニメ
- 蟲師（2005年） - 長老

### コマーシャル
- 京成スカイライナー
- デジサポ（テレビ受信者支援センター） 2009年

## 受賞歴
2015年度
- 第25回東京スポーツ映画大賞・助演男優賞（『龍三と七人の子分たち』） ※ 近藤正臣、中尾彬、品川徹、樋浦勉、吉澤健、小野寺昭、安田顕とともに受賞。[1]